# (5557) Chimikeppuko
(5557) Chimikeppuko est un astéroïde de la ceinture principale.

## Description
(5557) Chimikeppuko est un astéroïde de la ceinture principale. Il fut découvert le 7 février 1989 à Kitami par Kin Endate et Kazuro Watanabe. Il présente une orbite caractérisée par un demi-grand axe de 2,54 UA, une excentricité de 0,15 et une inclinaison de 5,9° par rapport à l'écliptique.

## Compléments